# Lin Huiqing
Lin Huiqing, är en kinesisk bordtennisspelare.
Vid världsmästerskapen i bordtennis 1965 i Ljubljana tog hon VM-silver i damlag, VM-guld i mixeddubbel, VM-guld i damsingel och VM-guld i damdubbel.
Sex år senare vid världsmästerskapen i bordtennis 1971 i Nagoya tog hon VM-guld i damlag, VM-silver i mixeddubbel, VM-silver i damsingel och VM-guld i damdubbel.